# Margarita (Piemont)
Margarita település Olaszországban, Piemont régióban, Cuneo megyében. Lakosainak száma 1417 fő (2023. január 1.). Margarita Chiusa di Pesio, Morozzo, Pianfei, Beinette és Mondovì községekkel határos.

## Népesség
A település lakossága az elmúlt években az alábbi módon változott:
| Lakosok száma | 1445 | 1416 | 1417 |
|               | 2017 | 2018 | 2023 |